# Hipparchia lambessana
Hipparchia lambessana är en fjärilsart som beskrevs av Charles Oberthür 1925. Hipparchia lambessana ingår i släktet Hipparchia och familjen praktfjärilar. Inga underarter finns listade i Catalogue of Life.